# Unona sumatrana
Unona sumatrana är en kirimojaväxtart som beskrevs av Friedrich Anton Wilhelm Miquel. Unona sumatrana ingår i släktet Unona och familjen kirimojaväxter. Inga underarter finns listade i Catalogue of Life.